# Robert Young Hayne
Pour les articles homonymes, voir Hayne.
Robert Young Hayne, né le 10 novembre 1791 près de Charleston (Caroline du Sud) et mort le 24 ou 25 septembre 1839 à Asheville (Caroline du Nord), est un juriste et homme politique américain, membre du parti démocrate.

## Biographie
Cinquième enfant de William Hayne (1766-1817) et d'Elizabeth Hayne, née Peronneau, Robert Y. Hayne se destinait au métier d'avocat. Vers 1810, il entra ainsi dans le cabinet de Langdon Cheves et fut admis au barreau de Charleston le 2 novembre 1812. Il reprit ensuite la direction du cabinet de Cheves, ce dernier ayant été élu au Congrès des États-Unis.
En 1818, au début de son troisième mandat de représentant à l'Assemblée générale de Caroline du Sud, Hayne fut nommé Procureur général d'État de la Caroline du Sud.
Sénateur des États-Unis de 1823 à 1832, Hayne se distingua comme orateur à la chambre haute du congrès. En janvier 1830, lors d'un célèbre débat qui l'opposa à Daniel Webster, il affirma le droit des États à la nullification. Ce débat historique a été immortalisé une vingtaine d'années plus tard par le peintre Healy sur une toile monumentale, La Réponse de Webster à Hayne (Boston, Faneuil Hall).
Gouverneur de Caroline du Sud de 1832 à 1834, Hayne envisagea la résistance armée pour défendre le droit de cet État à la nullification des lois fédérales.
En 1836-1837, il présida l'exécutif local de Charleston, où il fut le premier à porter le titre de maire. À l'issue de ce mandat, il devint le président de la compagnie du chemin de fer Louisville-Cincinnati-Charleston  et consacra les dernières années de sa vie au projet de connexion ferroviaire entre le Sud et l'Ouest.